# Vered Tochterman
Vered Tochterman (en hebreo: ורד טוכטרמן‎, 24 de octubre de 1970) es una escritora, traductora y editora israelí.
Adscrita a los géneros de la ciencia ficción y fantasía. Entre sus diversas obras literarias destaca la colección de cuentos titulada A veces es diferente (2002) (en inglés: Lifamim Ze Acheret), por la que ganó el Premio Geffen en 2003; además, ha publicado una serie de historias cortas en diversas revistas de Israel, varias de ellas ganadoras del concurso de relatos cortos organizado por la Sociedad Israelí de Ciencia Ficción y Fantasía.
Tochterman editó la revista israelí Chalomot Be'aspamia entre los años 2002 y 2006, de la que es referida también como una de sus fundadoras.